# Plazaster
Plazaster is een geslacht van zeesterren uit de familie Asteriidae.

## Soort
- Plazaster borealis (Uchida, 1938)